# Mariame Touré
Pour les articles homonymes, voir Mariame Touré (1975) et Touré.
Mariame Touré, née le 10 janvier 1998 à Conakry, est une reine de beauté guinéenne. Elle est élue Miss Guinée 2019, Miss Choco, Miss Boro en 2015 et Miss RTG en 2016,.

## Jeunesse
Mariame Touré est née à Conakry, la capitale de la république de Guinée. Elle est la fille de Mohamed Touré et de Sarata Sanoh. Elle grandit à Conakry où elle accomplit la plupart de son parcours scolaire et universitaire.

### Études

#### Débuts de carrière et études pré-universitaires
Mariame Touré étudie de la maternelle au primaire à l’école Molasy, puis au collège et au lycée de l’institut Sainte Marie.

#### Études supérieures
À l’obtention de son baccalauréat, elle s'inscrit en droit international à l’université Kofi-Annan de Guinée d'où elle sort diplômée, et désire alors continuer ses études supérieures en vue d’obtenir un doctorat en droit international.

## Concours de beauté

### Premiers concours
En 2015, elle est élue Miss Choco et Miss Boro. En décembre 2016, elle est élue Miss RTG.

### Miss Guinée 2019
Le 26 octobre 2019, à l'Hôtel Sheraton Grand Conakry, lors de la soirée Miss Guinée 2019, elle devient Miss du concours de Beauté, devant Askia Hawa Camara, 1re dauphine et Saran Bah, 2e dauphine.

## Engagements
Mariame Touré s'engage pour que les femmes souffrant de fistule obstétricale n'aient pas honte et soient au courant des possibilités de se faire soigner pour ce problème médical,. Début 2020, elle crée la Fondation Mariam Touré pour poursuivre son combat de sensibilisation sur ce thème.

## Vie privée
Le 25 mai 2022, Mariame Touré s’est mariée avec Sekouba Mara à Conakry.